# 東京玉子本舗
株式会社東京玉子本舗（とうきょうたまごほんぽ、英: Tokyo Tamago Honpo Co., Ltd.）は東京都中央区銀座に本社をおく、菓子の製造・販売会社。

## 概要
展開しているブランドは「銀座たまや」、「N.Y.C.SAND」、「CARAMER」などがある。「銀座たまや」の「東京たまご ごまたまご」は東京土産ランキングでは常に上位にランクイン。
4層で構成されたたまご型の形状と黒のパッケージが新鮮で発売当初人気が出た。今や東京みやげとして定着している。2021年に発売20周年を迎え菓子以外にオリジナルグッズも販売されている。
「東京たまご ごまたまご」は主に関東の駅・空港などで販売している。近年展開している「N.Y.C.SAND」の「N.Y.キャラメルサンド」は並んでも食べたいお菓子として人気。羽田空港と東京駅の大丸東京にしか出店していなかったが2020年にそごう横浜店に出店。他、キャラメルにこだわった「CARAMER」を2020年に立ち上げ横浜高島屋に出店。

## 沿革
- 2001年4月　東京都新宿区三栄町25番地33に資本金300万円をもって有限会社東京玉子本舗を設立[1]
- 2001年11月　東京駅構内店舗にて「東京たまご ごまたまご」販売開始
- 2002年7月　東京都中央区銀座7丁目14番14号に移転
- 2002年8月　「銀座たまや」の名称で本店オープン
- 2003年4月　JR東京駅構内出店
- 2003年6月　羽田空港内出店
- 2004年1月　資本金2,000万円に増資
- 2004年3月　株式会社東京玉子本舗に組織変更
- 2004年4月　大丸東京店出店
- 2004年8月　営業本部を東京八重洲に移転
- 2004年12月　羽田空港第2ターミナル出店
- 2006年4月　東海KIOSK店舗にて取扱い開始
- 2006年9月　「生誕100年ダリ回顧展」とのタイアップ販売
- 2007年11月　大丸東京店リニューアルオープン
- 2008年2月　成田空港内にて取扱い開始
- 2008年5月　営業本部を東京駅八重洲北口に移転
- 2009年3月　東名高速道路 海老名SAで取扱い開始
- 2009年9月　江戸川区に物流センター設置
- 2010年10月　羽田空港国際線内にて取扱い開始
- 2012年5月　スカイツリーソラマチ内にて取扱い開始
- 2012年8月　東京駅構内にて「東京とろ～りしょこら」販売開始
- 2014年11月　羽田空港国内線にて「N.Y.キャラメルサンド」販売開始
- 2015年7月　N.Y.C.SAND大丸東京店出店
- 2020年10月　N.Y.C.SANDそごう横浜店出店
- 2020年12月　CARAMER横浜高島屋店出店
- 2021年11月　「メトロポリタン美術館展」とのN.Y.キャラメルサンド・コラボパッケージ商品販売

## 主な製造・販売品
- 銀座たまや（東京たまご ごまたまご）
- N.Y.C.SAND（N.Y.キャラメルサンド）
- CARAMER（キャラマーサンド）

## 展開店舗
銀座たまや
- 銀座たまや本店（東京都中央区銀座）
- 大丸東京店（東京都千代田区丸の内）
- 東京駅、羽田空港売店他

N.Y.C.SAND
- 大丸東京店（東京都千代田区丸の内）
- そごう横浜店（神奈川県横浜市西区）
- 羽田空港売店（東京都大田区）

CARAMER
- 横浜高島屋店（神奈川県横浜市西区）